# Lambada (Lied)
Lambada ist ein Popsong der in Frankreich zusammengestellten internationalen Gruppe Kaoma aus dem Jahr 1989. Er löste mit dem gleichnamigen Tanz eine Tanzwelle aus und wurde zu einem Millionenseller.

## Entstehungsgeschichte
Das Lied Lambada ist ein Plagiat, denn Musik und Teile des Textes gehen zurück auf den Originaltitel Llorando se fue („Sie ging weinend“) der bolivianischen Folklore-Truppe Los Kjarkas aus dem Municipio Cochabamba. Diese hatte den von Ulises Hermosa und seinem Bruder Gonzalo Hermosa-Gonzalez geschriebenen Song, auf den man in Bolivien Saya tanzt, für ihre 1981 bei EMI erschienene LP Canto a la mujer de mi pueblo aufgenommen.

## Entstehung des Lambada
Der Radio-DJ Heraldo Caracciolo aus Belém kreierte 1974 für die verschiedenen Tanzstile seiner lateinamerikanischen Platten – Merengue (Dominikanische Republik), Plena (Puerto Rico), Carimbó (Insel Marajó), Salsa, Rumba sowie den weiteren brasilianischen Tänzen Forró und Maxixe – einen einheitlichen Namen: Lambada. Im brasilianischen Slang bedeutet das Wort so viel wie „Klaps“ oder „Hieb“.
1976 veröffentlichte Aurino Quirino Gonçalves unter seinem Künstlernamen Pinduca einen Song unter dem Titel Lambada (Sambão) als sechsten Titel auf seiner LP No embalo of carimbó and sirimbó vol. 5. Eine weitere brasilianische Platte mit dem Titel Lambada das Quebradas erschien 1978.
Zum Jahresende 1980 entstanden schließlich in Rio de Janeiro und anderen brasilianischen Städten einige Tanzlokale unter dem Namen Lambateria. Márcia Ferreira erinnerte sich 1986 an dieses vergessene bolivianische Lied und nahm eine legale Coverversion für den brasilianischen Markt unter dem Titel Chorando se foi (gleiche Bedeutung wie im spanischen Original) mit portugiesischem Text auf; aber auch diese Version blieb ohne großen Erfolg.
Den französischen Produzenten Jean Georgakarakos und Olivier Lorsac (Olivier Lamotte d’Incamps) fiel 1988 im brasilianischen Porto Seguro ein Tanz auf, der auch in Brasilien noch relativ neu war – der Lambada. Zu diesem Tanz gab es einige Songs, die den Begriff Lambada im Titel führten oder auf die Lambada getanzt werden konnte. Darunter befand sich auch der Song von 1986 Chorando se foi von Márcia Ferreira, einer brasilianischen Version des Hits von Cuarteto Continental Llorando se fue, der ersten von Alberto Maravi produzierten Upbeat-Version mit einem Akkordeon, die 1984 unter dem peruanischen Plattenlabel Infopesa veröffentlicht worden war.

Kaoma – Lambada

Zurück in Frankreich engagieren Georgakarakos und Lorsac in Paris die brasilianische Sängerin Loalwa Braz (Leadgesang) und den gefeierten argentinischen Tango-Bandoneonisten Juan José Mosalini, um die sie noch Jean-Claude Bonaventure (Leader/Produzent, Keyboards, Synthesizer), Jacky Arconte (Gitarre), Chyco Roger Dru (Bass), Michel Abinssira (Schlagzeug, Percussion), Claudio Queiros (Saxophon), Fania Niang und Monica Nogueira (Hintergrundgesang) organisieren. Der Kern der Gruppe setzte sich aus der aus Porto Seguro stammenden Truppe Touré Kunda zusammen und wurde nach einer Provinzstadt in Sambia benannt – Kaoma.
Unter dem Titel Lambada wurde dann der Song von Jean-Claude Bonaventure produziert, als Texter und Musikkomponist wurde ein gewisser Chico de Oliveira bei der französischen Verwertungsgesellschaft SACEM registriert, dem Pseudonym für Georgakarakos und Lorsac. Die melodietragende südamerikanische Panflöte des Originals wurde durch das Bandonion ersetzt, gespielt von Juan José Mosalini. Der synkopierte, ostinato-orientierte Rhythmus betont die rhythmusintensive Form des von Alan Pype editierten Songs. Diese Mischung addiert sich schließlich zu einer erotisch-lasziven, tanzorientierten Aufnahme. Der Song wurde während eines Musikfestivals im Juni 1989 in Paris mit großem Marketingaufwand vorgestellt und als Auskopplung aus der LP Worldbeat in zwei Größenformaten (Single und Maxi-Single) am 21. Juni 1989 in Paris (CBS #655 011 7) sowie auf einem Sampler veröffentlicht.

## Plagiatsklage
Als sich die Lambada-Musik weltweit in den Hitparaden verbreitet hatte, wurden auch die Komponisten des Originals aufmerksam. Die Hermosa-Brüder erkannten ihre Komposition wieder und schalteten einen Anwalt ein, der die GEMA mobilisierte. Diese bestätigte eine „starke Übereinstimmung“ mit dem Original, woraufhin im September 1989 ein Treffen zwischen Hermosa und den Franzosen in Brasilien stattfand. Rechtlich unerfahren und verwirrt durch die komplexen Urheberrechtsfragen in einem international gewordenen Fall, verklagten im Juni 1990 die Hermosa-Brüder die Plattenfirma CBS wegen Plagiats. Auf den Linernotes der US-amerikanischen LP-Version steht: „Ulysse und Gonzalo Hermosa haben zur Realisierung beigetragen“, obwohl als Komponist immer noch Oliveira angegeben war.
Der französischen Presse zufolge hatte Lorsac den Bolivianern einen Vergleichsbetrag von 140.000 US-Dollar für die Abtretung der Rechte angeboten, wurde aber zurückgewiesen. Es kam im Juni 1990 zu einem außergerichtlichen Vergleich, wonach Lorsac als Herausgeber und Promoter 25 % der Tantiemen behalten durfte, während CBS als Plattenlabel 25 % und die EMI als Rechteinhaber des Originalsongs 50 % erhielten. Erst mit diesem Vergleich erlangten die Originalkomponisten ihre Anerkennung als rechtmäßige Autoren. Ulises Hermosa hatte nicht viel von den Einnahmen, denn er starb am 4. April 1992 in den USA an Leukämie.

## Musikvideo
Das dazugehörige Musikvideo zu „Lambada“ wurde im Juni 1989 gedreht. Auf der Bühne auf der Insel Tago Mago im Mittelmeer und am Cocos Beach in der Stadt Trancoso, Bahia Trancoso, Bahia, Brasilien. Darin waren das brasilianische Kinderduo Chico und Roberta zu sehen. Als Halbhandlung möchte Robertas Vater nicht, dass sie mit Chico rumhängt, aber Loalwa bringt die Situation zwischen den dreien in Ordnung.

## Rezeption
Lambada wurde mit zeitlicher Verzögerung im August 1989 deutschlandweit zum Sommerhit. Er kam am 21. August 1989 in die deutsche Hitparade und erreichte am 25. September 1989 den ersten Rang, den er für 10 Wochen belegte. Das parallel veröffentlichte Video zum Song inspirierte die Deutschen, die rhythmischen Bewegungen zu imitieren: Die Tanzschulen konnten den Ansturm der lernwilligen Fans kaum bewältigen. Das Musikvideo wurde am Strand Praia dos Coqueiros von Trancoso in Bahia gedreht und zeigt insbesondere das brasilianische Kinderduo Chico & Roberta, das den Tanz vorführt.

## Kommerzieller Erfolg

### Chartplatzierungen
In Frankreich blieb die Platte für 12 Wochen auf dem ersten Rang der Hitparade, in Deutschland für zehn Wochen. Auch in Skandinavien, Italien und Österreich war Lambada auf der Spitzenposition. Am 12. Januar 1990 wollte Kaoma das Lambada-Tanzfieber im New Yorker Palladium auf die USA übertragen, was jedoch lediglich in den US-amerikanischen Latin-Charts gelang (nur Rang 46 der Pop-Charts).
Insgesamt notierten elf Hitparaden den Song an Nummer eins. Im Produktionsland Frankreich verkaufte die Single 1,735 Millionen, in Deutschland über 2 Millionen und in Großbritannien 400.000 Exemplare. Weltweit wurden knapp 6 Millionen Singles und weitere 2 Millionen LPs umgesetzt. Der mittlerweile bei der US-Verwertungsgesellschaft ASCAP für die Brüder Gonzales Gonzalo und Ulises Hermosa registrierte Song wurde mindestens 21 Mal gecovert. Außerdem baut das Lied On the Floor von Jennifer Lopez mit Pitbull auf der Refrainmelodie von Lambada auf.
| ChartsChartplatzierungen       | Höchstplatzierung | Wochen |
| ------------------------------ | ----------------- | ------ |
| Deutschland (GfK)              | 1 (33 Wo.)        | 33     |
| Österreich (Ö3)                | 1 (24 Wo.)        | 24     |
| Schweiz (IFPI)                 | 1 (28 Wo.)        | 28     |
| Vereinigtes Königreich (OCC)   | 4 (19 Wo.)        | 19     |
| Vereinigte Staaten (Billboard) | 46 (12 Wo.)       | 12     |

### Auszeichnungen für Musikverkäufe
| Land/Region                  | Auszeichnungen für Musikverkäufe (Land/Region, Auszeichnung, Verkäufe) | Verkäufe  |
| ---------------------------- | ---------------------------------------------------------------------- | --------- |
| Deutschland (BVMI)           | 2× Platin                                                              | 1.000.000 |
| Frankreich (SNEP)            | Platin                                                                 | 1.735.000 |
| Japan (RIAJ)                 | Platin                                                                 | 266.000   |
| Niederlande (NVPI)           | Platin                                                                 | 60.000    |
| Schweden (IFPI)              | Platin                                                                 | 50.000    |
| Schweiz (IFPI)               | Gold                                                                   | 25.000    |
| Vereinigtes Königreich (BPI) | Gold                                                                   | 400.000   |
| Insgesamt                    | 2× Gold · 6× Platin ·                                                  | 3.536.000 |

## Trivia
- Das Kunstwerk Cosmos 2001 des französischen Künstlers Boris Achour, geboren 1966 in Marseille, „summt“ die Lambada-Melodie (zu hören ist die Stimme des Künstlers selbst). Das Werk befindet sich im Besitz des Centre Pompidou und ist aktuell in der Dauerausstellung der Außenstelle in Málaga ausgestellt.[16]